# Channel n.º4
Channel n.º4 era un magacín de televisión producido por Gestmusic para Cuatro, que lo estrenó el 8 de noviembre de 2005, coincidiendo con el inicio de sus emisiones. 
El programa se emitía de lunes a viernes a partir de las 16h45, presentado por Boris Izaguirre y Ana García-Siñeriz. Estaba codirigido desde sus inicios por Amparo Miralles y Jorge Salvador, aunque este último dejó el cargo en la temporada 2007/2008.
La subdirección corría a cargo de Jordi Roca, quien fue uno de los creadores del programa.
Su última emisión se produjo el 22 de febrero de 2008 tras tres temporadas y 500 programas.

## Formato
Channel n.º4 era un magacín que abordaba la actualidad desde diferentes perspectivas: tertulias y mesas de debate, entrevistas a personalidades, reporteros en directo y secciones temáticas fijas como cocina o nutrición.

## Secciones y colaboradores
- Mesa de mujeres con Vicky Martín Berrocal, Paola Dominguín, Rosetta Forner, Bibiana Fernández, Adriana Lavat y Teté Delgado.
- Mesa de hombres con Pablo Motos, Alonso Caparrós y Joan Enric Garde.
- ’’Lujo’’Lucas Arraut.
- Mesa de sociedad con Rosa Villacastín, Amalia Enríquez, David Ruiz, Pepe Colubi, Antonio Albert, Karmele Izaguirre, Marta Gutiérrez y Cristina Fallarás.
- Un café con... a cargo de Susana Molina.
- Consultorio sentimental a cargo de Vicky Martín Berrocal y Bibiana Fernández.
- Guerra de sexos con Silvia Tarragona y Luís Amiguet.
- Crónica de sucesos a cargo de Alfonso Egea, Jerónimo Boloix, Cristina Almeida, José María Fuster, José Cabrera y Forneiro, Paloma Gómez Borrero, Pilar Rahola, Maika Navarro, Bruno Cardeñosa y Josep Guijarro.
- Cocina a cargo de Darío Barrio.
- Nutrición a cargo de la Doctora Folch.
- Denuncia ciudadana a cargo de Ana García Lozano.
- Haciendo amigos a cargo de Risto Mejide.
- Espacios de humor a cargo de Juan Carlos Ortega, Paz Padilla y Carlos Latre.
- Reporteros del programa: Maik Alexandre y Raúl Gómez.

Otros colaboradores y contertulios habituales que han pasado por el programa: Carolina Ferre, Llum Barrera, Esther Arroyo, Miqui Puig.

## Channel Fresh
El verano de 2007 Channel n.º4 fue sustituido por el programa Channel Fresh, con un formato muy similar presentado por Josep Lobató y Susana Molina. El programa incorporaba como colaboradores a Valerio Pino, Mónica Pérez, Espido Freire y Óscar Higares. Se estrenó el 23 de julio de 2007, pero 11 días más tarde, el 3 de agosto, el programa fue retirado tras un progresivo descenso de audiencia.

## Audiencias
- Audiencia media de la 1.ª temporada (2005-2006): 462.000 espectadores y 4,9% de cuota de pantalla.
- Audiencia media de la 2.ª temporada (2006-2007): 570.000 espectadores y 6,4 % de cuota de pantalla.
- Audiencia media de Channel Fresh (verano de 2007): 412.000 espectadores y 4,5 % de cuota de pantalla.
- Audiencia media de la 3.ª temporada (2007-2008): 562.000 espectadores y 5,7% de cuota de pantalla.

## Premios
- TP de Oro 2006 en la categoría magacín.
- Micrófono de Oro 2007 en la categoría televisión.